# Garrosse
Garrosse korábbi község Franciaország Új-Aquitania régiójában, Landes megyében. 2019. január 1-jén három másik korábbi községgel egyesült és az így létrejött Morcenx-la-Nouvelle új község része lett.
Lakosainak száma 296 fő (2018. január 1.). Garrosse Morcenx, Rion-des-Landes, Sindères és Solférino községekkel határos.

## Népesség
A település népességének változása:
| Lakosok száma | 233  | 208  | 247  | 298  | 334  | 309  | 299  | 279  | 287  | 296  |
|               | 1968 | 1975 | 1982 | 1999 | 2006 | 2011 | 2013 | 2016 | 2017 | 2018 |